# Alléplan

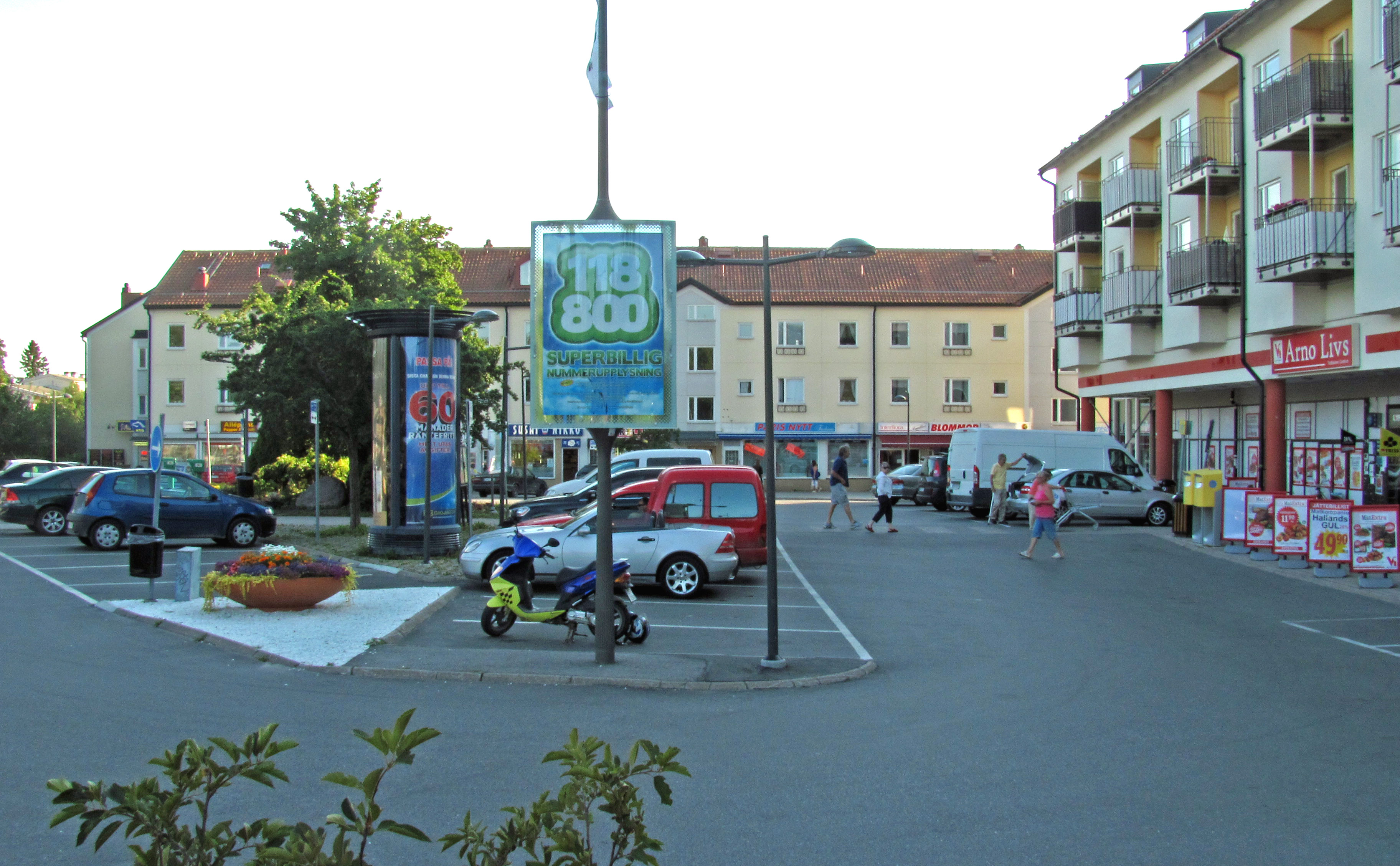
Alléplan 2011

Alléplan, ofta kallat Trollbäckens Centrum, ligger vid länsväg 260 och är en central del av Trollbäcken i Tyresö kommun. Flera busslinjer som förbinder Tyresö med Haninge kommun och Stockholm passerar här. Alléplan har sitt namn efter Kumla allé som leder ner till Kumla herrgård.

## Läge
Alléplan ligger mellan Kumla herrgård, Fornudden, Södergården, och Hanviken i Trollbäcken, Tyresö kommun. I närheten finns bland annat Kumla skola och förskola, Trollbäckens bibliotek, Fornuddsparken och Trollbäckens kyrka. Bostadsområdena runtom utgörs huvudsakligen av villor och radhus.

## Samhällsservice
Vid Alléplan finns utöver vårdcentral, apotek och bibliotek ett varierat urval av matvarubutiker och affärer samt restauranger.

## Kommunaltrafik
Här passerar buss 806, 807, 818, 819, 820, 822, 823, 824, 840 samt nattbuss 892.